# Casal de' Pazzi
Casal de' Pazzi è la zona urbanistica 5H del Municipio Roma IV di Roma Capitale.
Collocato nella parte nord-orientale della città, si estende principalmente nel quartiere Q. XXIX Ponte Mammolo e, in misura minore, nel quartiere XXI Pietralata.

## Geografia fisica

### Territorio
La zona confina:
- a nord con la zona urbanistica 4C Monte Sacro Alto
- a est con la zona urbanistica 5E San Basilio
- a sud-est con la zona urbanistica 5F Tor Cervara
- a sud con la zona urbanistica 5D Tiburtino Sud
- a sud-ovest con la zona urbanistica 5C Tiburtino Nord

## Storia
Deve il suo nome al casale che fu restaurato dalla famiglia fiorentina dei Pazzi nel XV secolo.
Presso la zona del parco regionale urbano di Aguzzano vi era il fondo di Aguzzano (che pare dare il nome al parco) della gens Acutia. In epoca rinascimentale la tenuta ai due lati di via Nomentana è di proprietà dei Cecchini.
L'edilizia intorno al casale sorse tra la seconda metà degli anni settanta e i primi anni ottanta ed è composta da edifici in stile moderno.

## Monumenti e luoghi d'interesse

### Architetture civili
- Casal de' Pazzi, su via Giovanni Zanardini. Casale-torre del XIII secolo.
- Casale vecchio di Aguzzano (Villa Talenti). Casale del XIX secolo (1870).

Casa generalizia dei Canonici regolari della Santa Croce.
- Casale nuovo di Aguzzano, nel Parco di Aguzzano.[4]
- Altri casali edificati per la società A.L.B.A., nel Parco di Aguzzano.[4]
- Villa Farinacci - La Torre su viale Rousseau. Palazzina del XX secolo (1940), domicilio romano di Roberto Farinacci, in seguito ristorante, centro sociale e oggi di proprietà del Comune di Roma.

### Architetture religiose
- Chiesa del Sacro Cuore di Gesù a Ponte Mammolo, su via di Casal de' Pazzi.
- Chiesa di San Gelasio I papa, su via Fermo Corni.
- Chiesa di Santa Maria Maddalena de' Pazzi, su via Giovanni Zanardini.
- Chiesa di San Liborio, su via Diego Fabbri.
- Sala del Regno dei Testimoni di Geova, su Piazzale Hegel[5]

### Siti archeologici
- Deposito pleistocenico di Casal de' Pazzi, su via Ciciliano all'incrocio con via Egidio Galbani[6].
- In un sito della zona presso l'Aniene sono stati ritrovati ossa di animali preistorici e resti di industria litica.[7]
- Torraccio della Cecchina, al chilometro 9,200 di via Nomentana.[2]
- Resti del ponte della Cecchina. Trattasi di blocchi di pietra del ponte di via Nomentana sul fosso della Cecchina. Il ponte fu distrutto nel 1963 per realizzare la fogna collettore sotto l'odierna via Arturo Graf. I blocchi sono siti all'incrocio di viale Kant con via Nomentana sul lato di Parco Marchi.[8]
- Villa romana di via Michelangelo Tilli. In via Tilli vi è una villa romana in opera quadrata in tufo con una cisterna di età tardo repubblicana.[9]
- Villa romana della metà del I secolo a.C.. La villa, venuta alla luce nel 1982, è sita presso il Casale Nuovo di Aguzzano.[10]
- Ruderi archeologici presso il Casale Vecchio di Aguzzano. L'impianto è in calcestruzzo e selce con impronte di blocchi in opera quadrata.[3]
- Villa romana in via Diego Fabbri. La villa si trova in cima ad una collina. Consta di vari ambienti tra cui: terme, locali residenziali, rustici e di servizio. Dei lavori di ristrutturazione proseguono fino al V secolo d.C.[11]

### Aree naturali
- Parco regionale urbano di Aguzzano
- Riserva naturale Valle dell'Aniene
- Parco Petroselli, situato tra via Nomentana e viale Carlo Marx.

Terreno molto vario, con viali di pini, boschetti, prati, vie asfaltate e sterrate, dislivelli. Raggiungendo piazza Hegel, piazza sita lungo il suddetto viale Carlo Marx, si accede direttamente al parco di Aguzzano.

## Letteratura
Casal de' Pazzi è citato in entrambi i cosiddetti "romanzi romani" di Pier Paolo Pasolini, Ragazzi di vita (1955) e Una vita violenta (1959).
Da Ragazzi di vita:
Da Una vita violenta:
A menzionare Casal de' Pazzi è anche lo scrittore Ugo Moretti nel suo racconto La strada insieme, fratello, contenuto nella raccolta Nuda ogni giorno, pubblicata nel 1961 dall'editore milanese Canesi.

## Musei
- Museo di Casal de' Pazzi

Biblioteca
Fabrizio  Giovenale